# Morti nel 1188
| Questa pagina contiene informazioni ricavate automaticamente dalle voci biografiche con l'ausilio del template Bio e di un bot. L'aggiornamento è periodico e automatico e ricostruisce completamente la pagina. Se manca una persona in questa lista, sei pregato di non aggiungerla, ma accertati piuttosto che la sua voce biografica contenga il template Bio e che i dati anagrafici siano correttamente compilati. Se il template Bio manca, inseriscilo tu stesso o, in alternativa, metti l'avviso {{tmp\|Bio}} che ne segnala la mancanza. Se i dati riportati sono sbagliati, correggi direttamente la voce biografica; le modifiche saranno visibili in questa lista entro pochi giorni. Per chiarimenti vedi il progetto biografie. La lista contiene solo le 13 persone che sono citate nell'enciclopedia e per le quali è stato implementato correttamente il template Bio. Pagina aggiornata al 10 feb 2025. |

- 22 gennaio - Ferdinando II di León, re (n. 1137)
- 9 febbraio - Shams al-Din Muhammad ibn al-Muqaddam, nobile arabo
- 12 giugno - Ugo della Volta, arcivescovo italiano
- 14 luglio - Enrico di Marcy, abate, vescovo e cardinale francese
- 11 ottobre - Roberto I di Dreux, francese
- 4 novembre - Teodobaldo di Vermandois, abate, cardinale e vescovo cattolico francese
- 17 novembre - Usama ibn Munqidh, storico, letterato e politico arabo (n. 1095)
- 14 dicembre - Bertoldo I d'Istria, nobile italiano
- Agostino Erlendsson, vescovo cattolico e santo norvegese
- Eva MacMurrough, irlandese
- Pietro Torchitorio III
- Roger di Mowbray, nobile anglosassone
- Ruggero Bernardo I di Foix, conte